# Португалия на летних Олимпийских играх 2020
На прошедшей в Токио с 23 июля по 8 августа 2021 г. Олимпиаде − 2020 Португалию представляли 92 спортсмена, выступивших в 17 видах спорта. Это было одно из самых многочисленных представительств за всю предыдущую историю олимпийского движения в Португалии (такое же количество атлетов, 92, страна выставила лишь однажды, на непосредственно предшествовавшей токийской XXXI Олимпиаде в Рио-де-Жанейро, на всех предыдущих численность португальской команды была значительно скромнее).
Наилучшей за всю предыдущую олимпийскую историю была и результативность: португальские атлеты завоевали одну золотую, одну серебряную и две бронзовых медали. Впервые португальская команда выиграла медали всех трёх достоинств и в более, чем двух видах спорта. (Наивысшим достижением предыдущих Олимпиад было по три медали, завоёванные португальскими спортсменами на Олимпийских играх в Лос-Анжелесе в 1984 году и в Афинах в 2004 году.)

## Квалификация
| Вид спорта                  | Мужчины | Женщины | Всего |
| --------------------------- | ------- | ------- | ----- |
| Академическая гребля        | 2       | 0       | 2     |
| Велоспорт                   | 2       | 2       | 4     |
| Гандбол                     | 14      | 0       | 14    |
| Гимнастика                  | 1       | 1       | 2     |
| Гребля на байдарках и каноэ | 6       | 2       | 8     |
| Дзюдо                       | 2       | 6       | 8     |
| Конный спорт                | 2       | 2       | 4     |
| Лёгкая атлетика             | 7       | 13      | 20    |
| Настольный теннис           | 3       | 2       | 5     |
| Парусный спорт              | 4       | 1       | 5     |
| Плавание                    | 5       | 4       | 9     |
| Сёрфинг                     | 1       | 2       | 3     |
| Скейтбординг                | 1       | 0       | 1     |
| Стрельба                    | 1       | 1       | 0     |
| Теннис                      | 2       | 0       | 2     |
| Триатлон                    | 2       | 1       | 3     |
| Тхэквондо                   | 1       | 0       | 1     |
| Total                       | 56      | 36      | 92    |

## Медалисты
| Medal   | Name             | Sport                       | Event                     | Date      |
| ------- | ---------------- | --------------------------- | ------------------------- | --------- |
| Золото  | Педро Пичардо    | Лёгкая атлетика             | Тройной прыжок (мужчины)  | 5 августа |
| Серебро | Патрисия Мамона  | Лёгкая атлетика             | Тройной прыжок (женщины)  | 1 августа |
| Бронза  | Жорже Фонсека    | Дзюдо                       | Мужчины до 100 кг         | 29 июля   |
| Бронза  | Фернанду Пимента | Гребля на байдарках и каноэ | Байдарки-одиночки, 1000 м | 3 августа |

### Комментарии
1. ↑  По решению Международного Олимпийского комитета и Организационного комитета Олимпиады − 2020 сроки проведения XXXII Олимпиады, которая должна была состояться в японской столице 24 июля – 9 августа 2020 года, были перенесены в связи с пандемией COVID-19[1].